# Xã Concord, Quận Ottawa, Kansas
Xã Concord (tiếng Anh: Concord Township) là một xã thuộc quận Ottawa, tiểu bang Kansas, Hoa Kỳ. Năm 2010, dân số của xã này là 237 người.